# Conseil de classe
Pour l’article homonyme, voir conseil de classe coopératif.
Dans le système scolaire français, le conseil de classe est une réunion généralement trimestrielle de tous les professeurs d'une classe de collège ou de lycée, ainsi que du chef d'établissement et du conseiller principal d'éducation. Les élèves y sont représentés par les délégués de classe, et les parents par leurs délégués issus des associations de parents d'élèves.

## Rôle
Le conseil de classe, présidé par le chef d'établissement ou par son représentant :
- traite les questions pédagogiques intéressant la vie de classe, et notamment les modalités d'organisation du travail personnel des élèves ;
- examine les résultats scolaires individuels de chaque élève en proposant un bilan et des conseils qui figureront sur le bulletin scolaire ;
- émet un avis sur les décisions d'orientation ;
- émet un avis éclairant le jury d'examen (pour les classes à examen).

## Composition[1]
Sont membres du conseil de classe :
- le chef d'établissement (ou le représentant qu'il a désigné), qui préside le conseil ;
- les enseignants de l'équipe pédagogique ;
- les deux délégués des parents d'élèves de la classe  ;
- les deux délégués d'élèves de la classe  ;
- le conseiller principal d'éducation (CPE) ;
- le conseiller d'orientation psychologue ;
- le cas échéant, l'assistante sociale, le médecin scolaire, l'infirmière scolaire ;
- le cas échéant, des invités (professeurs des écoles, professeurs de 3e, professeurs documentalistes, élèves, parents, partenaires extérieurs, etc.).

## Fonctionnement

### Les horaires des conseils de classe
« Les heures de réunion des conseils d’école, des conseils d’administration, des conseils de classe et des conseils de discipline sont fixées de manière à permettre la représentation des parents d’élèves.Dans le second degré, le calendrier de ces réunions doit tenir compte des horaires des classes et, selon les périodes, des spécificités de l’établissement, du calendrier des activités scolaires, du calendrier de l’orientation et des examens. Le chef d’établissement, lorsqu’il doit procéder à des adaptations en fonction de ces contraintes, organise une concertation préalable avec les représentants des parents d’élèves après consultation des représentants des enseignants et des élèves. ».

### Déroulement
Le conseil de classe se divise habituellement en deux parties : un bilan général du travail et de la vie de la classe, puis l'examen des cas individuels. Le conseil de classe émet des propositions d'orientation. Il peut, le cas échéant, décider de l'attribution d'éventuels encouragements, compliments ou félicitations.
En aucun cas, le conseil de classe n'a à évoquer des problèmes ou des situations mettant en cause élèves, parents, etc. Les membres du conseil sont tenus à un devoir de discrétion. 

#### Bilan général du travail et de la vie de la classe
Le chef d'établissement ou son représentant préside.
Le professeur principal fait la synthèse des résultats de la classe. Chaque professeur intervient dans sa discipline pour un complément d'information;
Le CPE fait le point sur la situation relative à l'absentéisme ou à la vie scolaire.
Les délégués-élèves puis les délégués-parents peuvent intervenir sur tous les aspects de la vie de la classe.
Le conseil de classe traite de toutes les questions concernant la vie de la classe, à savoir : le niveau pédagogique, le climat scolaire, la discipline, l'emploi du temps, le travail en classe et à la maison, l'absence et le remplacement des professeurs, l'orientation, etc.

#### Examen des situations individuelles
« Pour chaque élève, il s'agira de connaître dans les grandes lignes, ses points forts, ses points faibles, ses potentialités et son niveau d'acquisition des compétences attendues pour la classe concernée. Chaque fois que possible, on s'attachera à valoriser les compétences acquises, même lorsqu'elles sont modestes. »
« L’évaluation ne saurait se borner à un constat chiffré. Il convient, en effet, de valoriser les acquis, même modestes, les savoirs maîtrisés, les capacités, les compétences, les talents, même non scolaires et, sur cette base, de proposer aux élèves des objectifs personnalisés avec les voies pour les atteindre. La mise en évidence des faiblesses des élèves sera faite de façon à l’aider à progresser, en veillant à écarter tout jugement sur sa personne ou tout sentence réductrice ou vexatoire. Il convient de dire à l’élève ce qu’il fait et non ce qu’il est. »
Il n’y a pas de vote au conseil de classe.
« Au sein du conseil de classe, il ne doit pas y avoir de vote au sens juridique du terme, aucun des membres du conseil n'a voix délibérative ni consultative. Il appartient au président du conseil de classe de dégager un consensus à partir de l'ensemble des observations et des avis émis au cours des débats par tous les membres du conseil, y compris les délégués des parents d'élèves. ».
Le conseil de classe émet des propositions d'orientation ou de redoublement.
Dans le cadre du suivi individuel de chaque élève, le conseil de classe participe au processus d'orientation des élèves. La décision d'orientation n'appartient pas au conseil de classe, mais celui-ci émet des avis, des conseils et des propositions.
« À l'intérieur des cycles des collèges et des lycées le redoublement ne peut intervenir qu'à la demande écrite des parents de l'élève ou de l'élève majeur, ou, sur proposition du conseil de classe, avec l'accord écrit des intéressés ».
« En fonction du bilan, de l'information fournie et des résultats du dialogue avec les membres de l'équipe éducative, les parents de l'élève ou l'élève majeur, formulent des demandes d'orientation ou de redoublement. Les demandes d'orientation sont examinées par le conseil de classe qui prend en compte l'ensemble des informations réunies par ses membres sur chaque élève ainsi que les éléments fournis par l'équipe pédagogique dans les conditions précisées par le décret relatif aux établissements publics locaux d'enseignement. Le conseil de classe émet des propositions d'orientation ou de redoublement qui devront être validées par le chef d’établissement ».
« Lorsque les parents de l'élève ou l'élève majeur n'obtiennent pas satisfaction pour les voies d'orientation demandées, ils peuvent, de droit, obtenir le maintien de l'élève dans sa classe d'origine pour la durée d'une seule année scolaire ».
« À l'intérieur d'une voie d'orientation, le choix des enseignements optionnels ou des spécialités incombe aux parents de l'élève ou à l'élève majeur. L'affectation de l'élève à l'issue d'un cycle dans la voie d'orientation du cycle supérieur est réalisée en fonction des décisions d'orientation et des choix des parents de l'élève ou de l'élève majeur ».

### Dernier conseil de classe de terminale
Lors du dernier conseil de classe de terminale, en vue du baccalauréat, l’équipe pédagogique émet un avis qui est porté sur le livret scolaire.
Les textes émanant du ministère de l’Éducation nationale[Lesquels ?] définissent le baccalauréat comme un bilan des résultats, du comportement et de l’assiduité pour l’année écoulée[réf. nécessaire]. C’est la raison pour laquelle le conseil de classe émet un avis de réussite au baccalauréat : très favorable, favorable, doit faire ses preuves à l’examen. 
Lors de l’examen, les jurys sont appelés à consulter le livret scolaire où figure l’appréciation. Celle-ci peut être prise en compte si les écarts entre les notes obtenues à l’examen et celles de l’année scolaire sont importants. L’examen du livret scolaire peut éventuellement conduire au relèvement des notes du candidat (à moins qu'il n'ait la mention « doit faire ses preuves à l'examen »), jamais à leur abaissement.
La catégorie « avis assez favorable » a disparu lors de l'année scolaire 2012-2013 à la suite de la mise en place de la réforme du Lycée.

## Voir également